# Hamill
Hamill é uma Região censo-designada localizada no estado norte-americano de Dakota do Sul, no Condado de Tripp.

## Demografia
Segundo o censo norte-americano de 2000, a sua população era de 11 habitantes.

## Geografia
De acordo com o United States Census Bureau tem uma área de
3,3 km², dos quais 3,2 km² cobertos por terra e 0,1 km² cobertos por água. Hamill localiza-se a aproximadamente 537 m acima do nível do mar.

## Localidades na vizinhança
O diagrama seguinte representa as localidades num raio de 40 km ao redor de Hamill.